# Циганов Вадим Борисович
Вади́м Бори́сович Цигано́в (рос. Вади́м Бори́сович Цыгано́в; нар. 30 травня 1963, Стерлітамак) — російський письменник, поет, продюсер, дизайнер, актор, художник, скульптор і колекціонер. 

## Біографія
У 1984 році закінчив акторський факультет ГІТІС (майстерня Володимира Андрєєва).
Служив у Театрі імені Єрмолової та в Московському обласному театрі, писав сценарії.
Працював директором гурту «Ласковый май».
У 1990 році починає співпрацювати зі співачкою Вікторією Жуковою і з композитором Юрієм Прялкіним, у 1991 році під ім'ям Віки Циганової виходить перший альбом «Гуляй, анархия», Вадим став продюсером своєї дружини, пише вірші до її пісень.
Автор пам'ятників святому Андрію Первозванному в Севастополі та на Курильських островах, автор Поклінного православного хреста, встановленого в урочищі Ганина Яма, в монастирі Святих царствених страстотерпців, автор пам'ятника Олександру Невському в Калінінграді.
Створив «Музей російських морських мандрівників» на своїй яхті «Свята Вікторія», яка є двощогловим вітрильником завдовжки 22 метри. Яхта названа на честь дружини та стоїть в Імеретинці.
Займається дизайном та інтер'єром будинків, музеїв. Робив проєкти для перших осіб уряду, Віктора Вексельберга, Олега Дерипаски, Музею російських морських мандрівників (Сочі), Савино-Сторожевського монастиря (Провіантська вежа). Має вищі нагороди виставок «Дизайн і меблі».
Вадим Циганов писав пісні для Олександра Домогарова, Ігоря Слуцького, для Михайла Круга написав альбом, почав з пісні «Приходите в мой дом». Є членом Спілки письменників Росії (книжки «Приходите в мой дом», «Масленица» і «Пегас»).
У 2010 році організував тритижневий благодійний похід на яхті «Свята Вікторія» з Індійського до Атлантичного океану разом із мандрівником Федором Конюховим і дружиною Вікою Цигановою. Похід «Святої Вікторії» дозволив розпочати будівництво храму Федора Ушакова.
Організатор виставок художніх робіт Федора Конюхова: 2019 року в Російському художньому музеї в Санкт-Петербурзі, Крайовому художньому музеї в Хабаровську та Музеї Світового океану в Калінінграді.

## Україна
У 2014 році підтримав анексію Криму Росією.
У лютому 2022 року підтримав вторгнення Росії в Україну. У березні повідомив, що готовий поїхати добровольцем на війну. Написав пісню, присвячену ПВК «Вагнер», яку виконала його дружина Віка Циганова. Засудив діячів культури з антивоєнною позицією, також закликав застосувати «закон воєнного часу» до актора Артура Смольянінова, який покинув Росію через свою антивоєнну позицію.

## Сім'я
Дружина — Віка Циганова, російська співачка. Живуть разом із дружиною у власному будинку недалеко від Зеленограда в селі Мишецьке, поруч з озером Круглим.

## Відомі пісні
- «Приходите в мой дом»
- «Любовь и смерть»
- «Калина красная»
- «Гроздья рябины»
- «Лето пьяное
- «Фёдор гребёт
- «Вагнер»
- «Золотые купола»
- «Русская водка»
- «Андреевский флаг»

## Фільмографія
| Рік       | Назва                    | Роль         | Примітки       | Джерело |
| --------- | ------------------------ | ------------ | -------------- | ------- |
| 1983      | «Брехня на довгих ногах» | сусід        | фільм-вистава  | [ 17 ]  |
| 2006—2007 | «Як відходили кумири»    | Михайло Круг | документальний | [ 17 ]  |

## Нагороди
- Медаль «За захист Республіки Крим» (2016).